# میال سیدان
میال سیدان (به انگلیسی: Miyal Syedan) یک روستا در پاکستان است که در پنجاب واقع شده‌است.